# Gio Mai
Gio Mai là một xã cũ thuộc huyện Gio Linh, tỉnh Quảng Trị, Việt Nam.

## Địa lý

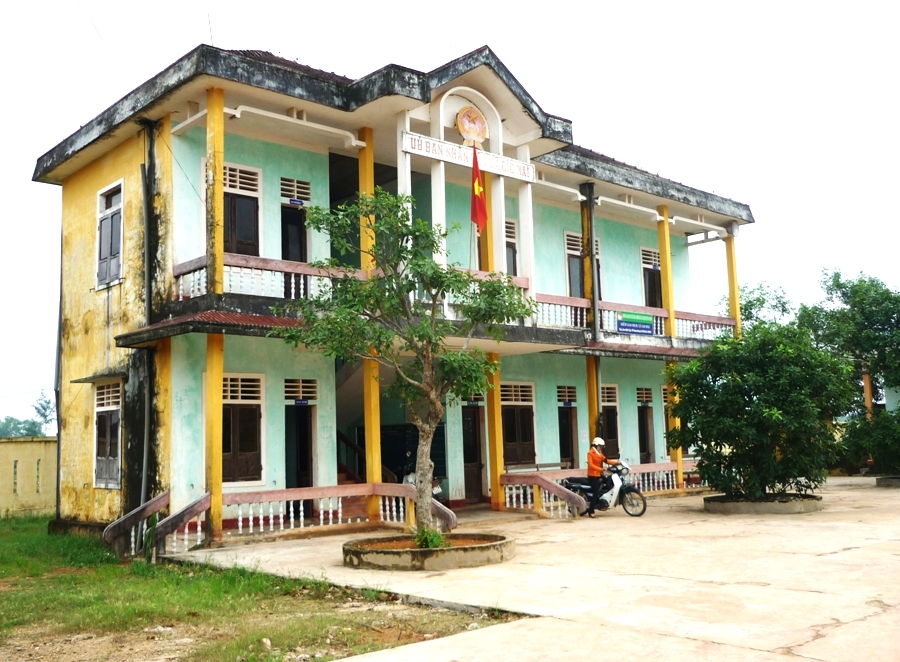
Trụ sở UBND xã Gio Mai

Xã Gio Mai nằm ở phía đông nam huyện Gio Linh, có vị trí địa lý:
- Phía đông giáp xã Gio Hải và xã Gio Việt
- Phía tây giáp xã Gio Châu và xã Gio Quang
- Phía nam giáp huyện Triệu Phong
- Phía bắc giáp thị trấn Gio Linh và xã Gio Mỹ.

Xã Gio Mai có diện tích 20,79 km², dân số năm 2018 là 5.343 người, mật độ dân số đạt 257 người/km².

## Lịch sử
Đến năm 2018, xã Gio Mai có diện tích 17,57 km², dân số là 5.002 người, mật độ dân số đạt 285 người/km², gồm hai làng: Mai Xá, Lâm Xuân. Tuy nhiên, để tiện quản lý hành chính nên hai làng chia thành ba hợp tác xã: Mai Xá, Mai Hà, Lâm Xuân.
Ngày 17 tháng 12 năm 2019, Ủy ban Thường vụ Quốc hội ban hành Nghị quyết 832/NQ-UBTVQH14 về việc sắp xếp các đơn vị hành chính cấp xã thuộc tỉnh Quảng Trị (nghị quyết có hiệu lực từ ngày 1 tháng 1 năm 2020). Theo đó, sáp nhập 3,22 km² diện tích tự nhiên và 341 người của xã Gio Thành vừa giải thể vào xã Gio Mai.
Sau khi sáp nhập, xã Gio Mai có diện tích 20,79 km², dân số là 5.343 người.
Ngày 16 tháng 6 năm 2025, Ủy ban Thường vụ Quốc hội ban hành Nghị quyết số 1680/NQ-UBTVQH15 về việc sắp xếp các đơn vị hành chính cấp xã của tỉnh Quảng Trị năm 2025. Theo đó, sắp xếp toàn bộ diện tích tự nhiên, quy mô dân số của thị trấn Cửa Việt, xã Gio Mai, xã Gio Hải thành xã mới có tên gọi là xã Cửa Việt.

## Văn hóa
Ngày nay do quá trình phát triển mở rộng và giao lưu trong khu vực Gio Mai như các họ Trương, Lê, Bùi, Nguyễn, Lý, Hoàng, Trần, Tạ, Phan, La, Đoàn, Võ, Ngô, Thân, Hồ...

### Làng Mai Xá
Làng Mai Xá được thành lập từ khoảng năm 1558, khi Nguyễn Hoàng tránh nạn Trịnh Kiểm. Mai Xá tự ngày xưa đã phát triển giao thương buôn bán ở chợ Mai Xá, dân chủ yếu dựa vào nghề nông, nông dân đi cào hến, (chắt chắt). Mai Xá nổi tiếng là đất học và lòng kiên cường trong cuộc kháng chiến của người Việt, nơi nhạc sĩ Phạm Duy đã sáng tác ca khúc cách mạng Bà mẹ Gio Linh.

### Làng Lâm Xuân
Làng Lâm Xuân (ngày trước khu vực này thuộc đất Địa Lý, Minh Linh) hình thành cùng thời điểm
Làng Mai Xá. Làng Lâm Xuân nổi tiếng nghề chiếu cói trong quá khứ.

#### Dòng tộc
Làng Lâm Xuân có 2 họ chính: họ Tạ và họ Nguyễn Chính. Ngoài ra còn các họ như: Phan, Võ, Nguyễn Văn, Nguyễn Tài. Sau có nhiều họ khác đến cư ngụ: Họ Trần, họ Thân, họ Ngô, họ Lê, họ Hồ...

#### Nghề truyền thống
Lâm Xuân là một làng nông nghiệp có số dân đông, diện tích trồng lúa hạn hẹp. Xưa đây là vùng hoang hóa, đồng đất lầy lội, chua mặn thích hợp cho việc trồng năn, trồng cói-nguyên liệu chính cho nghề dệt chiếu. Đây là một làng cổ ở Quảng Trị được đề cập đến trong cuốn Ô Châu cận lục, "Phủ biên tạp lục". Tuy nghề dệt chiếu không đồng thời xuất hiện cùng với sự ra đời của làng nhưng đay là nghề được hình thành rất sớm trên vùng đất Quảng Trị và nó gắn bó với đời sống người dân từ hàng trăm năm.

## Hình ảnh

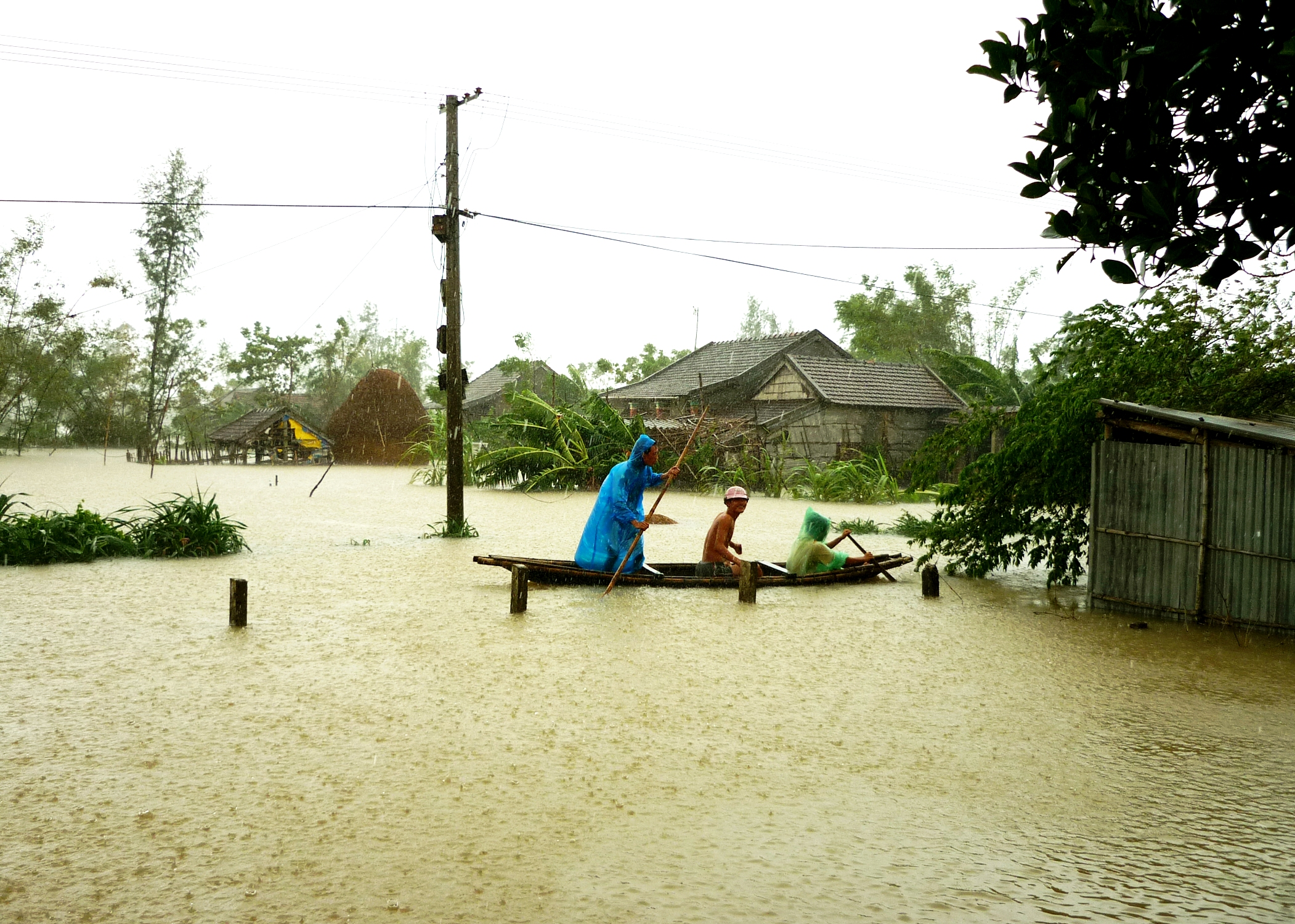
Nước lũ ngập làng Mai Xá năm 2009
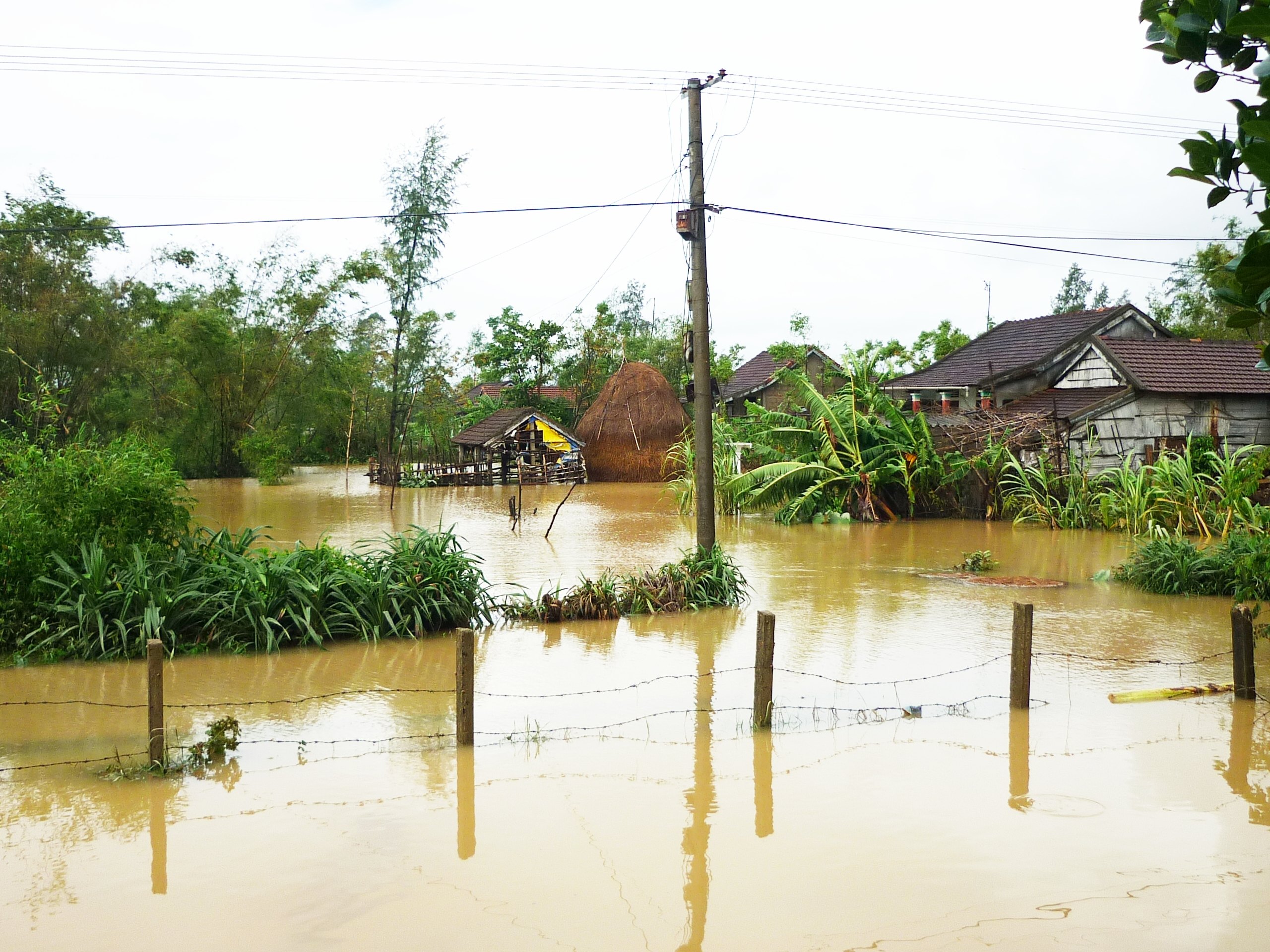
Ngập lụt
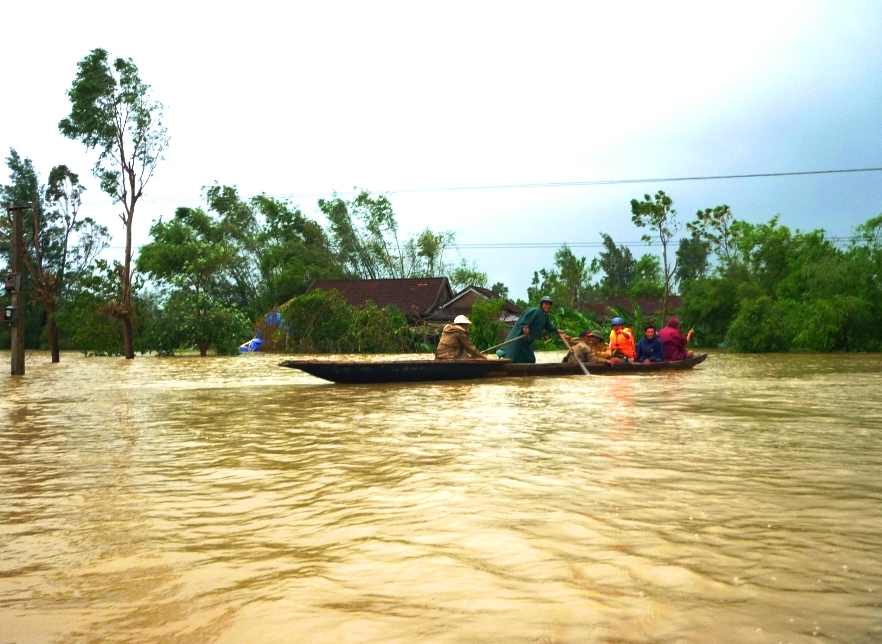
Đội phòng chóng lụt bão xã đi cứu trợ nhà dân (năm 2009)
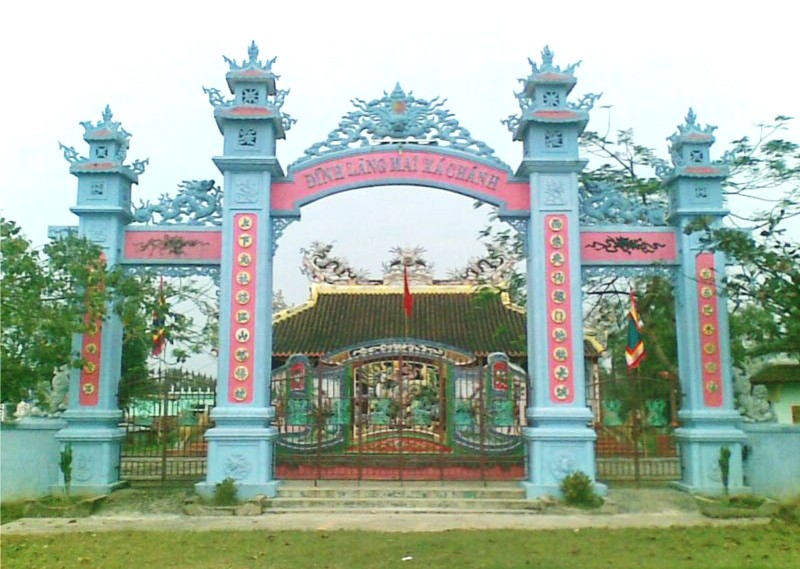